# Partido di Nueve de Julio
Il partido di Nueve de Julio è un dipartimento (partido) dell'Argentina facente parte della provincia di Buenos Aires. Il capoluogo è Nueve de Julio.